# Leon Michał Przyłuski

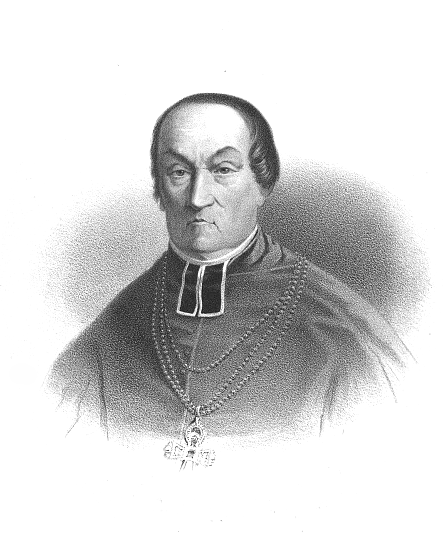
Erzbischof Leon Michal Przyluski, Primas von Polen

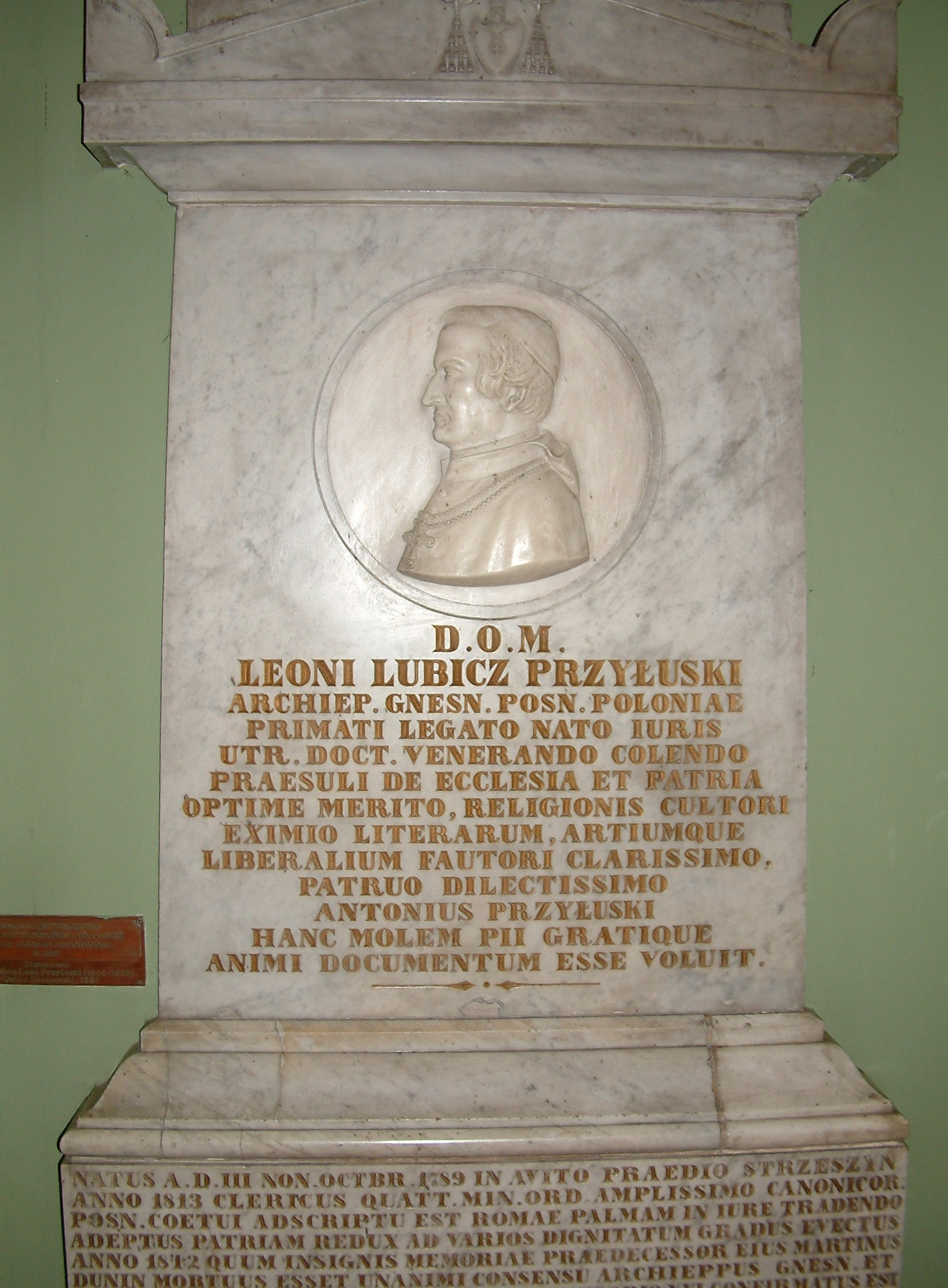
Epitaph für Primas Leon Przyłuski in der Kathedrale von Posen/Poznań

Leon Michał Przyłuski (dt.: Leo von Przyluski) (* 5. Oktober 1789 in Streszynek bei Posen; † 12. März 1865 in Posen) war Erzbischof von Gnesen und Posen sowie Primas von Polen.

## Leben
Er besuchte in Posen das Gymnasium und das geistliche Seminar. Seit 1811 studierte er katholische Theologie in Breslau. Im Jahr 1814 wurde er zum Priester geweiht. Nach einer Zeit als Pfarrer bereitete er in Rom seine Promotion zum Dr. iur. utr. vor. Er kehre 1824 nach Posen zurück und ließ in der Folge seine Sympathie für die polnische Nationalbewegung erkennen. Er wurde Domkapitular in Gnesen. Er stieg 1832 zum Dompropst auf. Gleichwohl erfreute er sich nach dem Tod des Erzbischofs Martin von Dunin der Unterstützung Friedrich Wilhelms IV. Auch aus diesem Grund konnte er sich im Jahr 1844 gegen mehrere Mitbewerber durchsetzen und wurde zum Erzbischof von Gnesen und Posen gewählt.
Während der Revolution von 1848 betonte er zwar einen strikt legalen Kurs, aber er sah sich während des großpolnischen Aufstandes auch als Repräsentant der polnischen Nation. Er stand einer Delegation vor, die gewählt vom polnischen Nationalkomitee die Forderungen der Polen dem König übermitteln sollte. Er war später im Jahr 1848 Ehrenvorsitzender der Liga Polska.
Der Versuch von Przyluski, nach der Revolution eine theologische Schule mit einem polnischen Charakter zu gründen, scheiterte am Widerstand der preußischen Regierung. Im Jahr 1854 reiste er zur Proklamation des Dogmas von der Unbefleckten Empfängnis nach Rom. Auch in den 1850er Jahren hat er sich politisch betätigt. So war er Mitunterzeichner der Eingaben polnischer Bischöfe gegen den „Raumerschen Erlass“ von Karl Otto von Raumer. Unter anderem ermutigte er Priester in verschiedenen Rundschreiben zu politischen Aktivitäten. Er hat sich im Jahr 1861 sogar um einen Sitz im preußischen Abgeordnetenhaus beworben. Im Jahr 1862 beanspruchte er in Rom die Repräsentation der Polen aller drei Teilungsgebiete und stieß damit auf positive Resonanz bei Papst Pius IX. Nachdem sich die preußische Regierung aber massiv beim Papst über Przyluskis politische Aktivitäten beschwert hatte, sagte dieser zu, den Erzbischof zum Kardinal zu machen und nach Rom zu berufen. Wegen des Todes des Erzbischofs kam es dazu nicht mehr.